# Helena de Benoic
Helena ou Elaine de Benoic é uma das personagens das lendas do Ciclo Arturiano. Helena era esposa do rei Ban de Benoic e, como tal, Rainha de Benoic. Do seu esposo, Helena deu à luz Lancelote, que foi raptado em criança pela Senhora do Lago.[carece de fontes?] Em virtude da tristeza do rapto do seu filho e da morte do seu marido, Helena passa a ser conhecida por Rainha das Grandes Dores.
Helena também serviu de inspiração para a personagem Elaine, do anime Nanatsu no Taizai, onde tem um relacionamento com Ban, inspirado em seu marido Ban de Benoic